# Vilfredo Pareto
Vilfredo Pareto (París, 15 de juliol de 1848 - Céligny, 19 d'agost de 1923) fou un economista i polític italià, sobretot conegut per la teoria de l'òptim de Pareto.
Fill d'un genovès (exiliat voluntari a París per motius polítics) i d'una francesa, quan els seus pares van retornar al Piemont va fer els estudis secundaris a l'Istituto Leardi de Casale Monferrato, on va ser deixeble destacat del matemàtic Ferdinando Pio Rosellini.
Després d'estudiar enginyeria a la Universitat de Torí (1870), va treballar als ferrocarrils i en la siderúrgia, es va dedicar a la política, va viatjar i assolir una àmplia cultura, fou lector d'economia a la Universitat de Florència (1886) i succeí Léon Walras a la càtedra d'economia política de la Universitat de Lausana (1893).
Ha destacat per ser un dels primers científics a aplicar el mètode matemàtic a la teoria econòmica i a la sociologia. El seu ideari polític exigia el govern d'una elit, cosa que va propiciar que acabés a les files feixistes de Benito Mussolini, qui el nomenà senador vitalici, tot i que sempre mantingué la seva posició crítica i independent.
És molt coneguda la seva llei sobre la distribució estadística de les rendes, coneguda com a òptim de Pareto, definit com a aquella situació en què hom no pot millorar la seva situació sense empitjorar la d'altri. Teòricament, tot sistema liberal ha de tendir de manera natural a la Pareto-eficiència i, per tant, a un aprofitament òptim dels recursos.
Una altra de les seves aportacions va ser el desenvolupament del Diagrama de Pareto. Així mateix, la seva posició respecte a la intercomparabilitat de les satisfaccions entre diferents individus va ser una de les causes principals de l'escissió del liberalisme entre les escoles austríaca i americana.
El 1906 va fer la famosa observació que a Itàlia el 80% de la propietat estava en mans del 20% de la població. Més tard aquesta relació va ser generalitzada pel Dr. Joseph Juran i altres, que varen crear el que avui es coneix com a principi de Pareto.

## Obres
- 1896-1897 Cours d'économie politique
- 1902 Les systémes socialistes
- 1906 Manuale d'economia polititica
- 1911 Le mythe vertuiste et la littérature immorale (sobre la censura literària)
- 1916 Trattato di sociologia generale
- 1920 Fatti e teorie
- 1921 Transformazione della democrazia